# Gróf József
Gróf József (Tapolca, 1892. január 27. –  Mauthausen, 1944) magyar grafikus, belsőépítész,  bélyegtervező, bútortervező.

## Élete
Gróf Márk iparos és Weisz Fáni fia. Az Iparművészeti Főiskolán 1909–1912 között végezte művészeti tanulmányait, azután grafikus lett és belső építészettel, bútortervezéssel foglalkozott. Készített plakáttervet, csomagolást, bélyegtervet, könyvborítót és könyvillusztrációkat. Nevezetes grafikai munkái: Keleti Artúr Az boldogtalan Raymondo című könyvének díszei (1920), könyvdíszek Berzsenyi Dániel verseihez (Kellner kiadás, 1921), Puskin Pique Dame-jához (Szacelláry kiadás, 1921), valamint Katona József Bánk Bánjának Rózsavölgyi-féle 1921-es kiadásához, melyben „Az ódon ízű betűk, Gróf József fametszésű zárólécei, vignettái a legjobb empirekönyvek ízét, zamatát lopják vissza.”
Az állami bélyegpályázaton 1919-ben első, 1926-ban második díjat nyert. Elkészítette az 1927-ben megújult Magyar Fotográfia című folyóirat címlaptervét.
A bútortervezés kiemelkedő művésze volt. 1920-ban Faragó Sándor építészmérnök-iparművésszel (1891–1959) közös lakberendező műhelyt nyitottak, ott készült sok saját tervezésű bútora is. Lakberendezési munkáit több kiállításon mutatta be, például 1925-ben az Iparművészeti Társulat jubiláris kiállításán.
A Műcsarnokban 1924-től mutatta be grafikáit. Munkáival itthon és külföldön számos pályázatot nyert. Kiállított 1927-ben a lipcsei nemzetközi könyvművészeti kiállításon, 1928-ban a kölni Pressán és 1929-ben a barcelonai világkiállításon. A Magyar Grafika, a Magyar Iparművészet és német szakmai lapok is ismertették grafikai munkásságát.
1944-ben deportálták, Mauthausenben halt meg, halálának pontos ideje nem ismert.

## Magánélete
Első házastársa Varga Katalin (1900–1924) volt, Varga Manó Ernő és Hirschler Berta lánya, akit 1921. december 15-én Budapesten vett nőül. Felesége halálát követően ismét megnősült. Második felesége László Irén volt, László Izrael és Robovits Ernesztina lánya, akivel 1927. szeptember 10-én kötött házasságot.